# Camarsac
 Camarsac  es una población y comuna francesa, situada en la región de Aquitania, departamento de Gironda, en el distrito de Burdeos y cantón de Créon.

## Demografía
| 415 | 420 | 543 | 766 | 743 | 771 |
| Para los censos de 1962 a 1999 la población legal corresponde a la población sin duplicidades (Fuente: INSEE [Consultar]) |     |     |     |     |     |

## Hermanamientos
- Fuendejalón, España